# Jiang Bo (calciatore)
Jiang Bo (姜波S, Jiāng BōP; Shenyang, 25 gennaio 1982) è un calciatore cinese, portiere del Beijing Enterprises.